# رونالد إف. ماكسويل
رونالد إف. ماكسويل (بالإنجليزية: Ronald F. Maxwell) (و. 1949  م) هو مخرج أفلام، وكاتب سيناريو، ومنتج أفلام أمريكي.

## التعليم
تعلم في مدرسة تيش العليا للفنون
.

## وصلات خارجية
- رونالد إف. ماكسويل على موقع IMDb (الإنجليزية)
- رونالد إف. ماكسويل على موقع ألو سيني (الفرنسية)
- رونالد إف. ماكسويل على موقع أول موفي (الإنجليزية)
- رونالد إف. ماكسويل على موقع قاعدة بيانات الأفلام السويدية (السويدية)
- رونالد إف. ماكسويل على موقع قاعدة بيانات الفيلم (الإنجليزية)